# الکساندر ترایکوفسکی
الکساندر ترایکوفسکی (مقدونی: Александар Трајковски؛ زادهٔ ۵ سپتامبر ۱۹۹۲) بازیکن فوتبال اهل مقدونیه شمالی است.
از باشگاه‌هایی که در آن بازی کرده‌است می‌توان به باشگاه فوتبال زولته وارخم، باشگاه فوتبال مشلان، و باشگاه ورزشی رئال مایورکا اشاره کرد.
وی همچنین در تیم‌های ملی فوتبال زیر ۲۱ سال مقدونیه شمالی و مقدونیه شمالی بازی کرده‌است.

## گل‌های ملی
| تعداد | تاریخ          | میزبان                                            | رقیب        | زده | پایانی | رقابت                         |
| ----- | -------------- | ------------------------------------------------- | ----------- | --- | ------ | ----------------------------- |
| ۱     | ۱۴ اوت ۲۰۱۳    | ورزشگاه فیلیپ دوم, اسکوپیه, مقدونیه شمالی         | بلغارستان   | ۰-۲ | ۰-۲    | دوستانه                       |
| ۲     | ۶ سپتامبر ۲۰۱۳ | ورزشگاه فیلیپ دوم, اسکوپیه, مقدونیه شمالی         | ولز         | ۱-۲ | ۱-۲    | مقدماتی جام جهانی ۲۰۱۴        |
| ۳     | ۹ اکتبر ۲۰۱۴   | ورزشگاه فیلیپ دوم, اسکوپیه, مقدونیه شمالی         | لوکزامبورگ  | ۰-۱ | ۲-۳    | مقدماتی جام ملت‌های اروپا ۲۰۱۶ |
| ۴     | ۲۷ مارس ۲۰۱۵   | ورزشگاه فیلیپ دوم, اسکوپیه, مقدونیه شمالی         | بلاروس      | ۰-۱ | ۲-۱    | مقدماتی جام ملت‌های اروپا ۲۰۱۶ |
| ۵     | ۱۲ نوامبر ۲۰۱۵ | ورزشگاه فیلیپ دوم, اسکوپیه, مقدونیه شمالی         | مونته‌نگرو   | ۰-۲ | ۱-۴    | دوستانه                       |
| ۶     | ۱۲ نوامبر ۲۰۱۵ | ورزشگاه فیلیپ دوم, اسکوپیه, مقدونیه شمالی         | مونته‌نگرو   | ۰-۳ | ۱-۴    | دوستانه                       |
| ۷     | ۱۲ نوامبر ۲۰۱۵ | ورزشگاه فیلیپ دوم, اسکوپیه, مقدونیه شمالی         | مونته‌نگرو   | ۰-۴ | ۱-۴    | دوستانه                       |
| ۸     | ۲ ژوئن ۲۰۱۶    | ورزشگاه فیلیپ دوم, اسکوپیه, مقدونیه شمالی         | ایران       | ۱-۱ | ۳-۱    | دوستانه                       |
| ۹     | ۵ سپتامبر ۲۰۱۷ | ورزشگاه بلاگوج ایستاتوف, اشترومیکا, مقدونیه شمالی | آلبانی      | ۱-۱ | ۱-۱    | مقدماتی جام جهانی ۲۰۱۸        |
| ۱۰    | ۶ اکتبر ۲۰۱۷   | ورزشگاه المپیک تورین, تورین, ایتالیا              | ایتالیا     | ۱-۱ | ۱-۱    | مقدماتی جام جهانی ۲۰۱۸        |
| ۱۱    | ۹ اکتبر ۲۰۱۷   | ورزشگاه بلاگوج ایستاتوف, اشترومیکا, مقدونیه شمالی | لیختن‌اشتاین | ۰-۲ | ۰-۴    | مقدماتی جام جهانی ۲۰۱۸        |
| ۱۲    | ۲۷ مارس ۲۰۱۸   | مجموعه ورزشی ماردان, آنتالیا, ترکیه               | آذربایجان   | ۱-۱ | ۱-۱    | دوستانه                       |
| ۱۳    | ۱۳ اکتبر ۲۰۱۳  | ورزشگاه فیلیپ دوم, اسکوپیه, مقدونیه شمالی         | لیختن‌اشتاین | ۰-۱ | ۱-۴    | لیگ ملت‌های اروپا ۱۹-۲۰۱۸      |
| ۱۴    | ۱۳ اکتبر ۲۰۱۳  | ورزشگاه فیلیپ دوم, اسکوپیه, مقدونیه شمالی         | لیختن‌اشتاین | ۰-۲ | ۱-۴    | لیگ ملت‌های اروپا ۱۹-۲۰۱۸      |
| ۱۵    | ۱۹ نوامبر ۲۰۱۸ | ورزشگاه فیلیپ دوم, اسکوپیه, مقدونیه شمالی         | جبل طارق    | ۰-۴ | ۰-۴    | لیگ ملت‌های اروپا ۱۹-۲۰۱۸      |
| ۱۶    | ۲۵ مارس ۲۰۲۱   | ورزشگاه ملی رومانی, بخارست, رومانی                | رومانی      | ۲-۲ | ۳-۲    | مقدماتی جام جهانی ۲۰۲۲        |
| ۱۷    | ۲۸ مارس ۲۰۲۱   | ورزشگاه فیلیپ دوم, اسکوپیه, مقدونیه شمالی         | لیختن‌اشتاین | ۰-۲ | ۰-۵    | مقدماتی جام جهانی ۲۰۲۲        |
| ۱۸    | ۲۸ مارس ۲۰۲۱   | ورزشگاه فیلیپ دوم, اسکوپیه, مقدونیه شمالی         | لیختن‌اشتاین | ۰-۳ | ۰-۵    | مقدماتی جام جهانی ۲۰۲۲        |
| ۱۹    | ۱۱ نوامبر ۲۰۲۱ | ورزشگاه جمهوریت وازگن سارگسیان, ایروان, ارمنستان  | ارمنستان    | ۰-۱ | ۰-۵    | مقدماتی جام جهانی ۲۰۲۲        |
| ۲۰    | ۲۴ مارس ۲۰۲۲   | ورزشگاه رنزو باربرا, پالرمو, ایتالیا              | ایتالیا     | ۰-۱ | ۰-۱    | مقدماتی جام جهانی ۲۰۲۲        |